# 주평 (전한)
주평(周平, ? ~ ?)은 전한 중기의 관료로, 개국공신 주가의 후손이다.

## 행적
아버지 주응의 뒤를 이어 승후(繩侯)에 봉해졌다. 이후 태상에 임명되었으나, 원릉(園陵)이 정비되지 않은 책임을 물어 파면되고 작위를 빼앗겼다.

## 출전
- 사마천, 《사기》 권18 고조공신후자연표
- 반고, 《한서》 권19하 백관공경표 下

## 가계
| 전임 장당거 | 전한의 태상 기원전 123년 ~ 기원전 119년 | 후임 이신성 |

| 전임 아버지 주응 | 전한의 승후 기원전 148년 ~ 기원전 119년 | 후임 (봉국 폐지) |